# Richie Vitale
Richard „Richie“ Vitale (* 23. September 1954 in Rochester (New York)) ist ein US-amerikanischer Jazzmusiker (Trompete, Flügelhorn, Arrangement, Komposition) des Modern Jazz.

## Leben und Wirken
Richie Vitale spielte bereits mit 16 Jahren mit Philly Joe Jones; nach seinem Umzug nach New York City arbeitete er mit Jazzmusikern wie Barry Harris, Sal Nistico, James Taylor, Tony Bennett, Sting, Joe Williams, Johnny Mathis und Joe Morello. Außerdem gehörte er verschiedenen Bigbands an wie der Begleitband von Frank Sinatra, Buddy Rich Big Band, Count Basie Orchestra, Duke Ellington Orchestra, Thad Jones/Mel Lewis Orchestra; des Weiteren unterrichtete er im Jazz Ensemble at LIU in Brooklyn und Meisterklassen an der Eastman School of Music in Rochester. Gegenwärtig leitet Vitale eine elfköpfige Salsaband namens Orquesta Universal, die auch mit dem Sänger David Oquendo zusammenarbeitete und insgesamt drei Alben vorlegte, zuletzt New York Salsa. Weiterhin leitet er ein Quintett, mit dem er weltweit auf Tourneen ging. Unter eigenem Namen legte er das Album Dreamsville (TCB) vor, an dem u. a. Gary Bartz mitwirkte, gefolgt von Live at Smalls (1996) und Shake It! (TCB, 2000). Im Bereich des Jazz war er zwischen 1984 und 2012 an 14 Aufnahmesessions beteiligt. 2020 arbeitet Vitale miuteinem Quintett, dem Frank Basile (Baritonsaxophon), Lou Rainone (Piano), Paul Gill (Bass) und Clifford Barbaro (Schlagzeug) angehören.